# Kaş (stad)
Kaş is een kustplaats en hoofdplaats van het gelijknamige district in de Turkse provincie Antalya. In de stad wonen ongeveer 7.000 mensen. Kaş heeft vooral een toeristische functie.

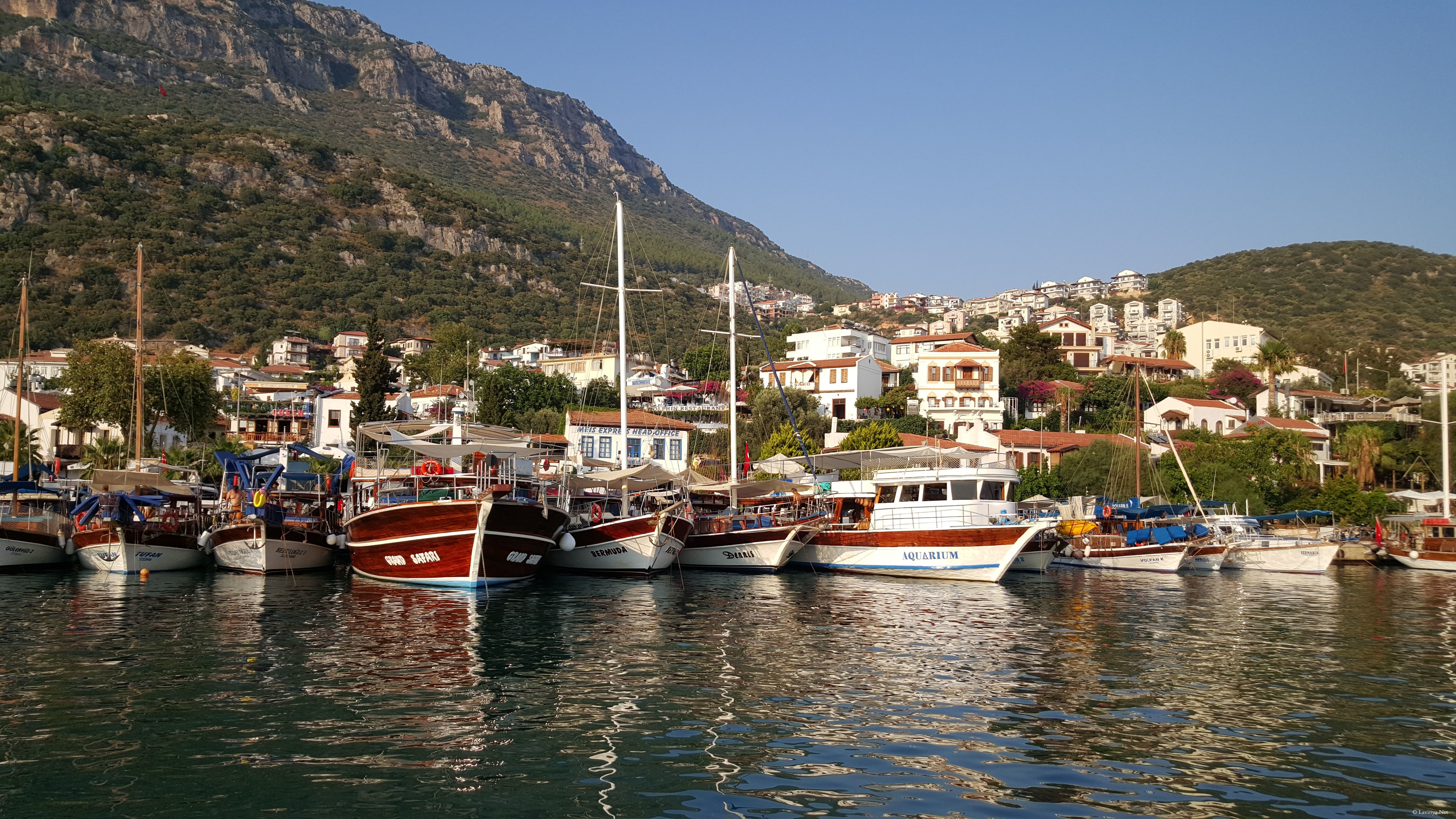
Kaş vanaf zee